# Муравей (мотороллер)
«Мураве́й» — советский трёхколёсный (3 × 2 ) грузовой мотороллер. Существовало несколько моделей, созданных на базе легковых мотороллеров, выпускавшихся на Тульском машиностроительном заводе с 1959 по 1995 год.
С 2020 года под маркой «Муравей» на ТМЗ выпускается четырёхколёсная электротележка с кабиной.

## Модели

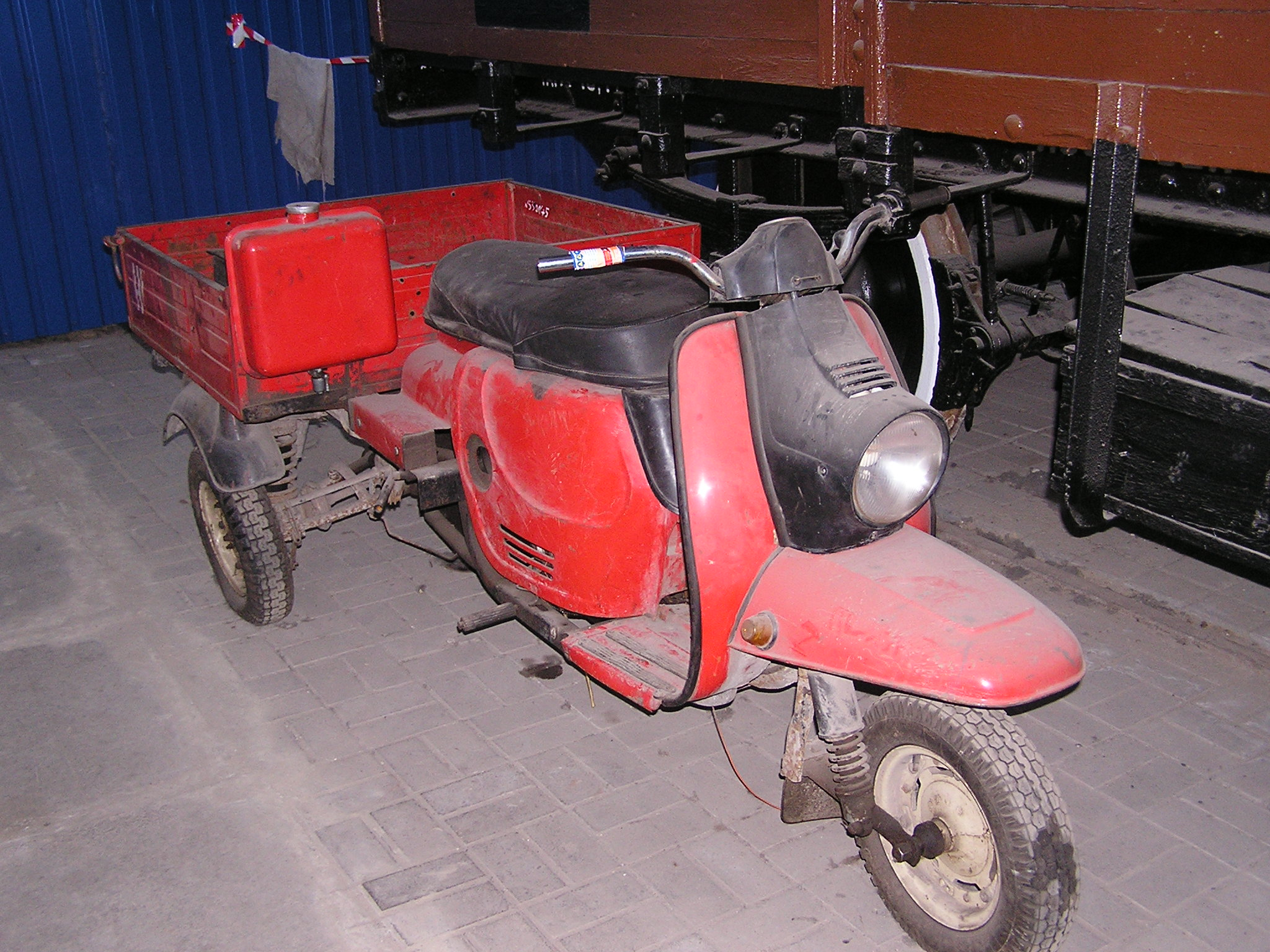
мотороллер «Муравей-2»

Модели (в скобках указана базовая модель легкового мотороллера):
- ТГ200 (Т-200 «Тула», названия «Муравей» ещё не носил)
- ТГА200 (Т-200М)
- ТГА200-01 («Турист»)
- ТГА200-01П
- «Муравей-2 01» («Тулица»)
- «Муравей-2 02» («Тулица-2»)
- «Муравей-2 03», последняя модель на 1991 год
- ГТС-1

## Характеристики
Данные для моделей серии 5.402:
- Двигатель одноцилиндровый, карбюраторный, двухтактный с принудительным воздушным охлаждением, рабочий объём — 199 см³.
- Мощность — 11 л. с. при 4600 об/мин, крутящий момент — 16,3 Н·м при 4900 об/мин, степень сжатия — 6,5.
- Карбюратор типа К-28Г. К-36Г. К-62Г. К-63Г. К-65Г.
- Запуск двигателя стартёром или кикстартером.
- Коробка передач — двухвальная, 4-ступенчатая. Передача заднего хода (реверс-редуктор) — в корпусе межколёсного дифференциала. Привод на задние колёса — качающимися валами с карданными шарнирами. Передача крутящего момента с силового агрегата на дифференциал — роликовой цепью в герметичном кожухе.
- Шины: 101,6×254 мм.
- Передняя подвеска длиннорычажная, задняя независимая на поперечных рычагах.
- Общая длина — 2880 мм, база — 1840 мм, дорожный просвет — 115 мм.
- Сухая масса — 258 кг (для моделей 5.402-03 и 5.402-03К, открытая грузовая платформа) или 285 кг (для модели 5.403-03Ф, фургон).
- Грузоподъёмность — 340 кг (для моделей 5.402-03 и 5.402-03К) или 375 кг (для модели 5.403-03Ф).
- Максимальная скорость — 60 км/ч.
- Расход топлива — 5,5—7,5 л/100 км.
- Объём бензобака — 10 л. Мотороллер заправляется бензомасляной смесью в пропорции 1:30 при обкатке и 1:35 в дальнейшей эксплуатации.

Для мотороллера «Муравей» в начале 1990-х годов был разработан дизельный двигатель ТМЗ-450Д.

## Современность
В 2016 году по заявлению министра промышленности и ТЭК Тульской области Д. А. Ломовцева, на Туламашзаводе ставился вопрос о возрождении производства грузовых мотороллеров. В 2017 году на заводе был собран первый прототип.
В мае 2020 года стартовали продажи новой модели с индексом ВТС-01 с дизель-генераторной установкой и ВТС-02 с приводом от аккумуляторной батареи. Стартовая цена составляет 1,25 млн рублей.

## Оценка проекта
«Муравей» снискал популярность уже в годы СССР, так как по сути был единственным доступным небольшим грузовичком. В сельской местности он широко использовался и используется для мелких хозяйственных перевозок. Популярен этот тип мотороллера и по состоянию на 2020 год, хотя выпуск его и прекращен 25 лет назад. Преимущества мотороллера в его высокой грузоподъемности, достаточно высокой прочности, неплохой проходимости, особенно после установки колёс В-19 (от тракторных граблей) или современных от легких квадроциклов. Запчасти к «Муравью» продолжают выпускаться различными фирмами, в том числе и в Китае, хотя их качество сильно упало. «Муравей» продолжает использоваться как по прямому назначению, так и как база для различных самоделок: трициклов, квадроциклов. Популярны и агрегаты мотороллера, например, реверс-редуктор «Муравья» востребован у самодельщиков, строящих различные вездеходы-«каракаты» на шинах низкого давления.

## Разное
Модификации мотороллера «Муравей» нередко снимались в советских и постсоветских фильмах: «Мама вышла замуж», «Очкарик», «Чебурашка», сериал «Участок» и др. Также он используется в рекламе национальных напитков в Кыргызстане.
«Муравей» можно увидеть в Музейном комплексе УГМК, вместе с другими советскими мотороллерами.